# 阿部広太郎
阿部 広太郎（あべ こうたろう、1986年3月7日 - ）は、日本のコピーライター。

## 人物
埼玉県三郷市出身。江戸川学園取手中学校・高等学校を経て、2004年に慶應義塾大学経済学部へ入学。中学3年生からアメリカンフットボールを始め、高校・大学と計8年間アメリカンフットボール部に所属。大学卒業後の2008年、電通に入社。人事局に配属されるも、クリエーティブ試験に合格し、入社2年目からクリエーティブ部門へ移動。コピーライターとして活動を開始。
代表作のひとつに、東進ハイスクール林修の「いつやるか?今でしょ!」。2013年の流行語大賞となる。
映画監督の松居大悟とは大学時代のクラスメイトで、現在でも親交が深い。映画『自分の事ばかりで情けなくなるよ』の「心をなぐる106分。」、映画『ワンダフルワールドエンド』の「さよなら、男ども。」、映画『私たちのハァハァ』の「走れば届く気がした。」など、同監督作品の宣伝コピーを多数手掛ける。また、クリープハイプの宣伝担当として、様々な企画を展開している。歌人の木下龍也はコピーライター養成講座の同窓生。宣伝会議コピーライター養成講座「先輩コース」の講師をはじめ、学研よみものウェブ「ほんちゅ!」で「待っていても、はじまらない」〜時代を熱くする働き方〜の連載など、活動は多岐に渡る。

## 受賞歴
- 宣伝会議賞協賛企業賞[10]
- TCC新人賞受賞[10]
- NAVERまとめ編集コンペ奨励賞[11]
- ツイッター小説大賞 審査員特別賞[11]

## 主な活動
- 東進ハイスクールCM「いつやるか? 今でしょ!」
- 東京コピーライターズクラブ会員
- 30オトコを応援するプロジェクトチーム「THINK30」
- コロワイド「太郎割」キャンペーン
- ミスiDオーディション「すべての女の子はアイドルである。」
- 映画『自分の事ばかりで情けなくなるよ』コピー「心をなぐる106分。」
- 映画『ワンダフルワールドエンド』コピー「さよなら、男ども。」
- 映画『私たちのハァハァ』コピー「走れば届く気がした。」
- 映画『忘れないと誓ったぼくがいた』コピー「出会うたびに、好きになってくれてありがとう。」
- フジテレビサッカー日本代表応援コピー「声を枯らす準備はいいか。」
- 宣伝会議コピーライター養成講座「先輩コース」講師
- 学研よみものウェブ「ほんちゅ!」で「待っていても、はじまらない」〜時代を熱くする働き方〜
- 横浜・みなとみらいBUKATSUDO「企画でメシを食っていく」モデレーター
- 森永クリープ×クリープハイプ「愛のプロジェクト」